# Chelonibia caretta
Chelonibia caretta is een zeepokkensoort uit de familie van de Chelonibiidae. De wetenschappelijke naam van de soort is voor het eerst geldig gepubliceerd in 1790 door Spengler.